# ليلى علوش
ليلى عبد الرحمن علوش (مواليد القدس عام 1955) هي شاعرة ورسامة فلسطينية. تعد واحدة من أبرز شاعرات فلسطين، إلى جانب كل من للي كرنيك وفدوى طوقان وسميرة الخطيب.

## حياتها
أنهت دراستها الابتدائية، والثانوية، والتحقت بالجامعة، ولكنها تركتها بسبب هزيمة 1967.
عملت في مجال التعليم بضع سنوات تقيم حالياً في الولايات المتحدة الأمريكية، أقامت الكثير من المعارض، ونشرت إبداعاتها في الصحف، والمجلات الفلسطينية.

## دواوينها
دواوينها:
- بِهار على الجرح المفتوح (منشورات صلاح الدين، القدس، 1971م).
- سني القحط يا قلبي (مكتبة المحتسب، القدس، 1972م).
- أوّل الموّال آه (منشورات صلاح الدين، القدس، 1975م).
- الموت والعشق (مطبعة الشرق التعاونية، القدس، 1977م).
- القدس في القلب (مكتبة عمّان، 1980م).
- المسافة بين فوهة البندقية وعيون حبيبي (دائرة الثقافة والفنون، عمّان، 1983م).

تُرجم عدد من قصائدها إلى عدة لغات ، منها: اللغة الإنجليزية واللغة الفرنسية واللغة الألمانية.

## قيل عنها
- يقول الأديب الفلسطيني نبيه القاسم : "ليلى علوش، وسميرة الخطيب، وسحر خليفة، وليلي كرنيك، مبدعات أضأن الوطن بإبداعاتهن المميّزة ".[6]